# Danny Saucedo
Daniel Gabriel Alessandro Saucedo Grzechowski (n. 25 februarie 1986 în Stockholm, Suedia),
cunoscut mai mult sub numele său de scenă, Danny Saucedo, este un cântăreț și compozitor suedez. Acesta s-a remarcat la concursul muzical Idol 2006 la care a ajuns în cei mai buni 6 concurenți.
Danny și-a lansat trei albume de muzică și unsprezece single-uri ca artist solo. Albumul său de debut a fost Heart Beats și single-urile ,, Tockyo’’, ,,Play It for the Girls" si "Radio" au ajuns foarte populare în Suedia. El este, de asemenea, un membru al trupei suedeze E.M.D., ce îi mai are în componență pe Erik Segerstedt și Mattias Andreasson. Trio-ul a lansat trei albume și opt single-uri (dintre care un album și patru single-uri în fruntea topurilor suedeze). El a concurat la Melodifestivalen de trei ori, de fiecare dată atât ca artist și compozitor. În 2009, cu E.M.D. a obținut locul al treilea cu melodia "Baby Goodbye", și ca artist solo a terminat pe locul al doilea în 2011, cu "In the Club", iar în 2012 locul al doilea din nou, de data aceasta cu "Amazing".

## Biografie

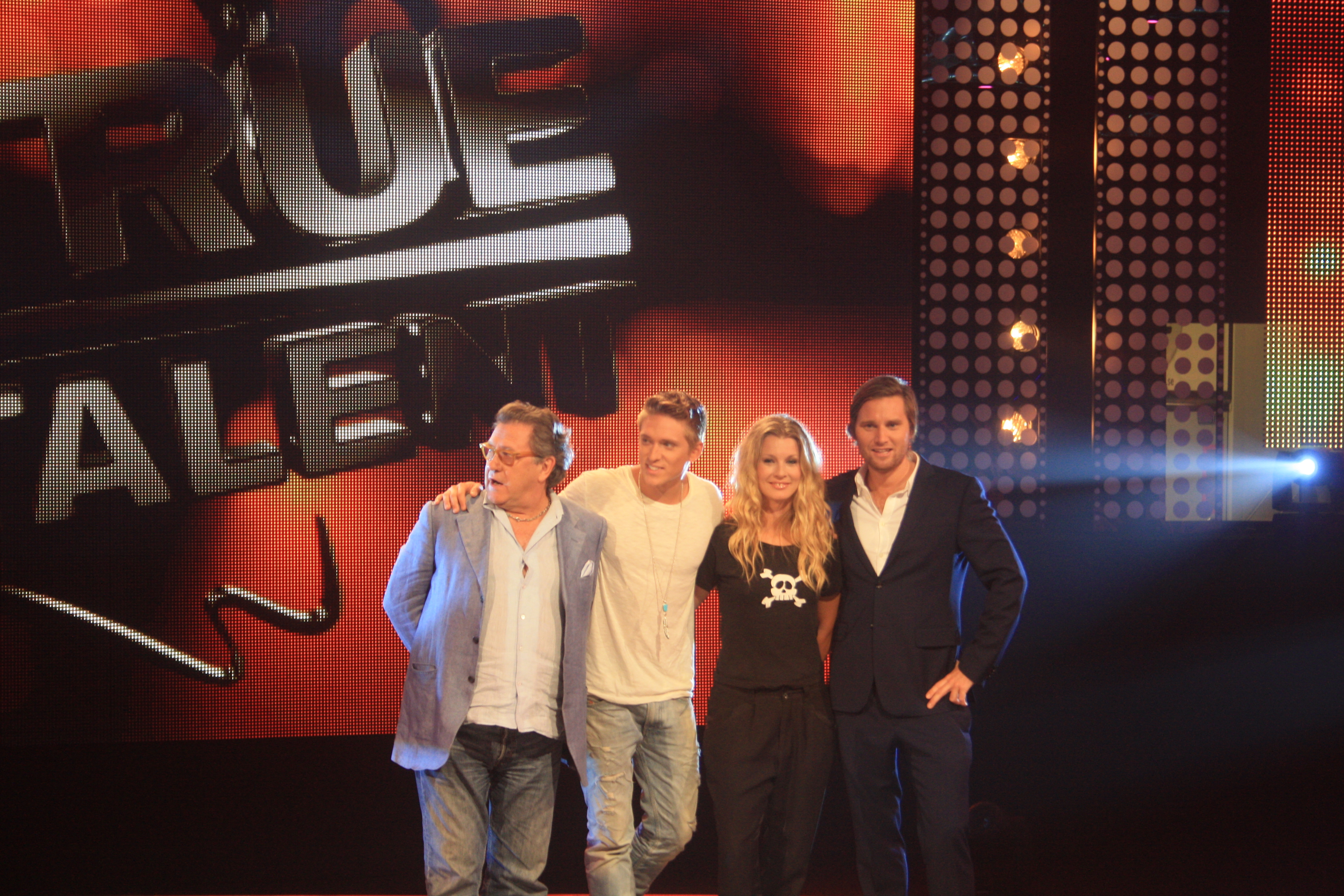
Danny Saucedo în 2011

Danny are origini poloneze și boliviene, tatăl său fiind din Polonia și mama sa din Bolivia. El vorbește fluent limba spaniolă și limba suedeză. El și-a efectuat studiile muzicale la școlile Adolf Fredriks musikklasser, Lilla Akademien și  Södra Latins gymnasium în Stockholm.
Cu trupa EMD el a participat la un spectacol de comedie pe canalul SVT, " Alltid lika fruktansvärt fräsch’’(Mereu la fel de teribil de proaspăt).
Saucedo a declarat că cei mai mari idoli ai săi sunt Elvis Presley, Michael Jackson, Robin Thicke, Brian McKnight și George Michael.
El consideră melodia "Rock With You", a lui Michael Jackson, una dintre cele mai bune din toate timpurile. Despre cântecele sale, el a spus că nu au revoluționat fenomenul muzical, dar au stilul său unic. "E dans, dar în modul meu". El consideră industria muzicală din ziua de azi una în care concurența este foarte mare: "Apar mereu pe lângă mine ,,drăguți’’ care îmi fac concurență. Lucrez în acest domeniu pentru că e distractiv, dar, în același timp, încerc să fiu tot timpul între cei mai buni."
Danny locuiește în Suedia și a fost lăudat de către colegii săi pentru modul în care se dedică fanilor lui.
"If Only You" este melodia care a devenit populară în Marea Britanie și care a ajuns numărul unu în Rusia și Polonia.
Pe lângă cariera sa muzicală, Danny a mai lucrat și la dublarea unor filme în suedeză.

## Cariera solo

### Idol 2006

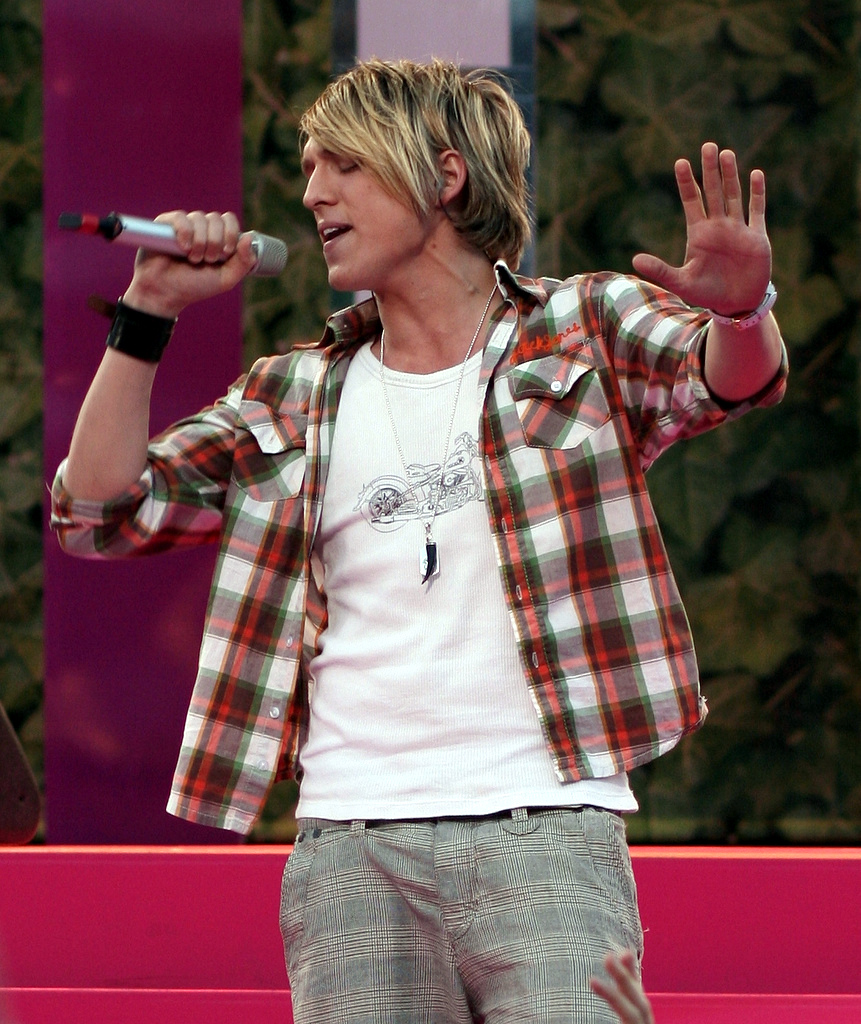
Danny Saucedo la Gröna Lund în 2007

Aceasta este lista cu melodiile interpretate de Danny la concursul muzical Idol 2006.
| Etapa               | Numele melodiei                     | Artistul original | Temă                         |
| ------------------- | ----------------------------------- | ----------------- | ---------------------------- |
| Audiții             | "I Swear                            | All-4-One         | -                            |
| Audiții             | "No One Else Comes Close"           | Joe               |                              |
| Audiții             | "(Everything I Do) I Do It for You" | Bryan Adams       | Duet (cu Felicia Brandström) |
| Audiții             | "Isn't She Lovely"                  | Stevie Wonder     | -                            |
| Rundă de calificare | "What's Left of Me"                 | Nick Lachey       | -                            |
| Final 1             | "Blame It on the Boogie"            | Jackson 5         | Idolul meu                   |
| Final 2             | "Öppna din dörr"                    | Tommy Nilsson     | Hituri suedeze               |
| Final 3             | "So Sick"                           | Ne-Yo             | Hituri din anii 2000         |
| Final 4             | "Sweet Child O' Mine"               | Guns 'n' Roses    | Rock                         |
| Final 5             | "Lately"                            | Stevie Wonder     | -                            |
| Final 6             | "End of the Road"                   | Boyz II Men       | Acustică                     |

### Albumul de debutHeart Beatsdin 2007
De Ziua Îndrăgostiților din 2007 el a lansat "Tokyo", prima sa melodie ce ajunge în fruntea single-urilor suedeze, iar în 2008 el a participat cu aceasta la concursul polonez Sopot International Song Festival, unul dintre cele mai mari evenimente de muzică din Europa. Al doilea single, "Play It for the Girls", a dominat topurile single în aceeași săptămână în care albumul de debut al lui Danny, Heartbeats, a ajuns pe primul loc în topul albumurilor de muzică.
La 12 septembrie Danny a lansat single-ul "If Only You", împreună cu Therese Grankvist. Piesa a ajuns pe locul al treilea în Suedia, dar în fruntea topurilor din  Rusia, Japonia și Polonia. 
De asemenea, autorii cântecului au primit premiul Stimgitarren Platina pentru ,,Cea mai ascultată melodie a anului’’. Aceasta s-a putut auzi la radio de 95.062 de ori în timpul anului.

### Participant laLet's Dancesi albumulSet Your Body Freedin 2008

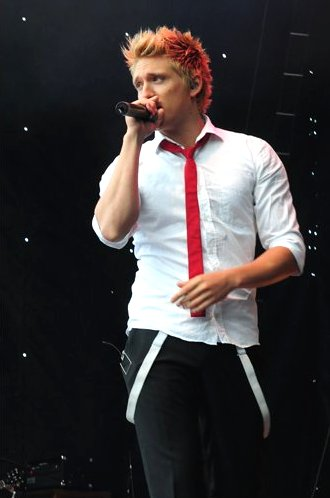
Danny Saucedo în timpul unui concert pe 15 februarie 2008

Saucedo a participat împreună cu Malin Johansson la concursul de dans Let's Dance 2008, clasându-se pe locul al patrulea. Danny Saucedo și Jeanette Carlsson  au reprezentat Suedia la Eurovision Dance Contest 2008 pe 6 septembrie. Ei au fost printre primii trei favoriți, dar au încheiat concursul pe locul 12. Saucedo a lansat single-ul "Radio" la 3 noiembrie 2008. Albumul ,,Set Your Body Free’’ a fost lansat pe data de 24 decembrie în același an.
Împreună cu Oscar Görres el a scris "From Brazil with Love" pentru discul lui Alcazar, Disco Defenders.

### Melodifestivalen2009
Danny Saucedo a participat cu trupa E.M.D. la Melodifestivalen 2009, cu piesa "Baby Goodbye". Ei s-au calificat direct din semifinala de la Leksand în finala concursului, unde au reușit să ajungă pe poziția a treia.

### Melodifestivalen2011 și albumulIn the Club

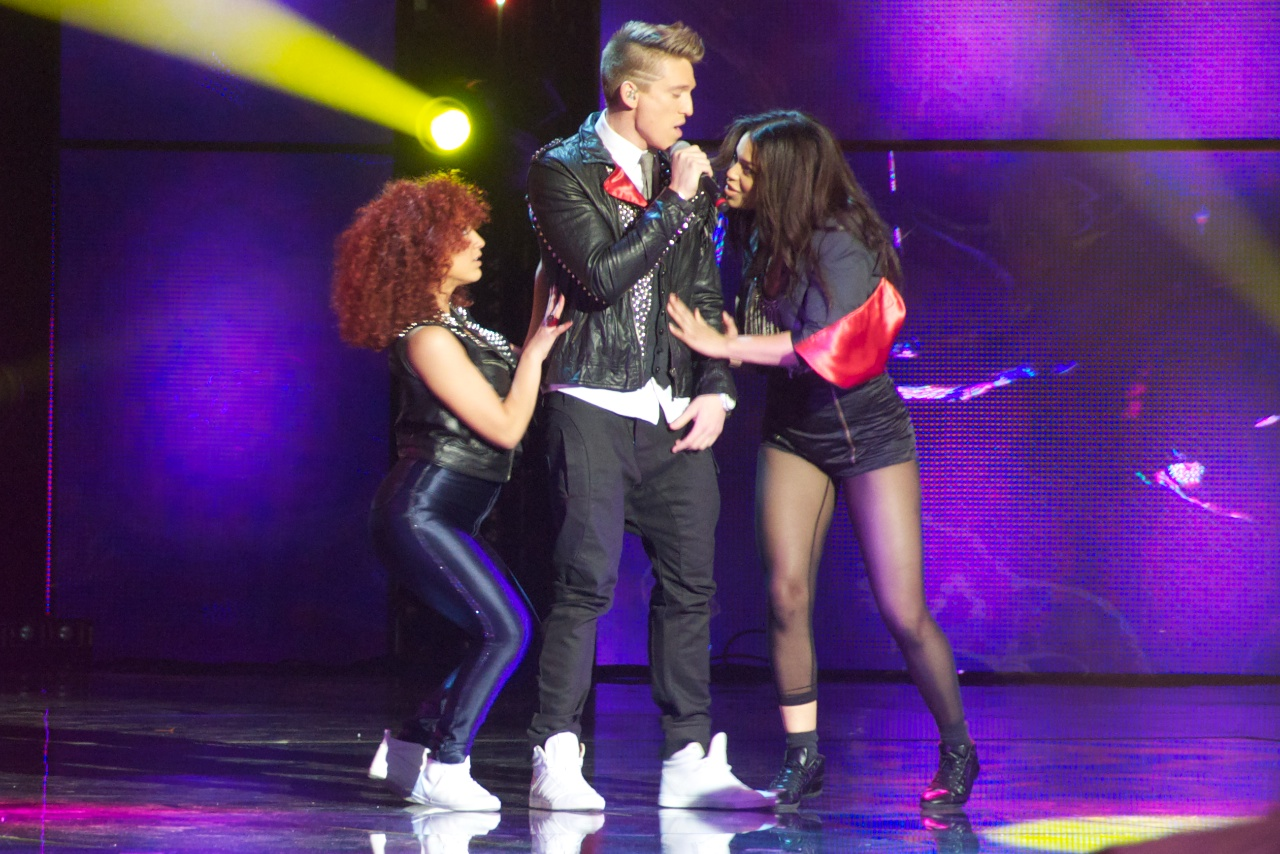
Danny în timpul unei repetiţii la Melodifestivalen 2011

După ce a lucrat cu Erik Segerstedt și Mattias Andreasson la trupa E.M.D. Danny a lansat la începutul anului 2011 single-ul "In Your Eyes", și la scurt timp după el a concurat din nou la Melodifestivalen, dar de data aceasta solo cu piesa "In the Club".
Înainte de a participa la concurs el a aranjat o colaborare cu coregraful Nick Bass .
Danny s-a calificat direct în finala de la Globen după prima semifinală, unde a fost votat de 60872 de ori. (Dublu față de Pernilla Andersson, care a ajuns de asemenea în finală).

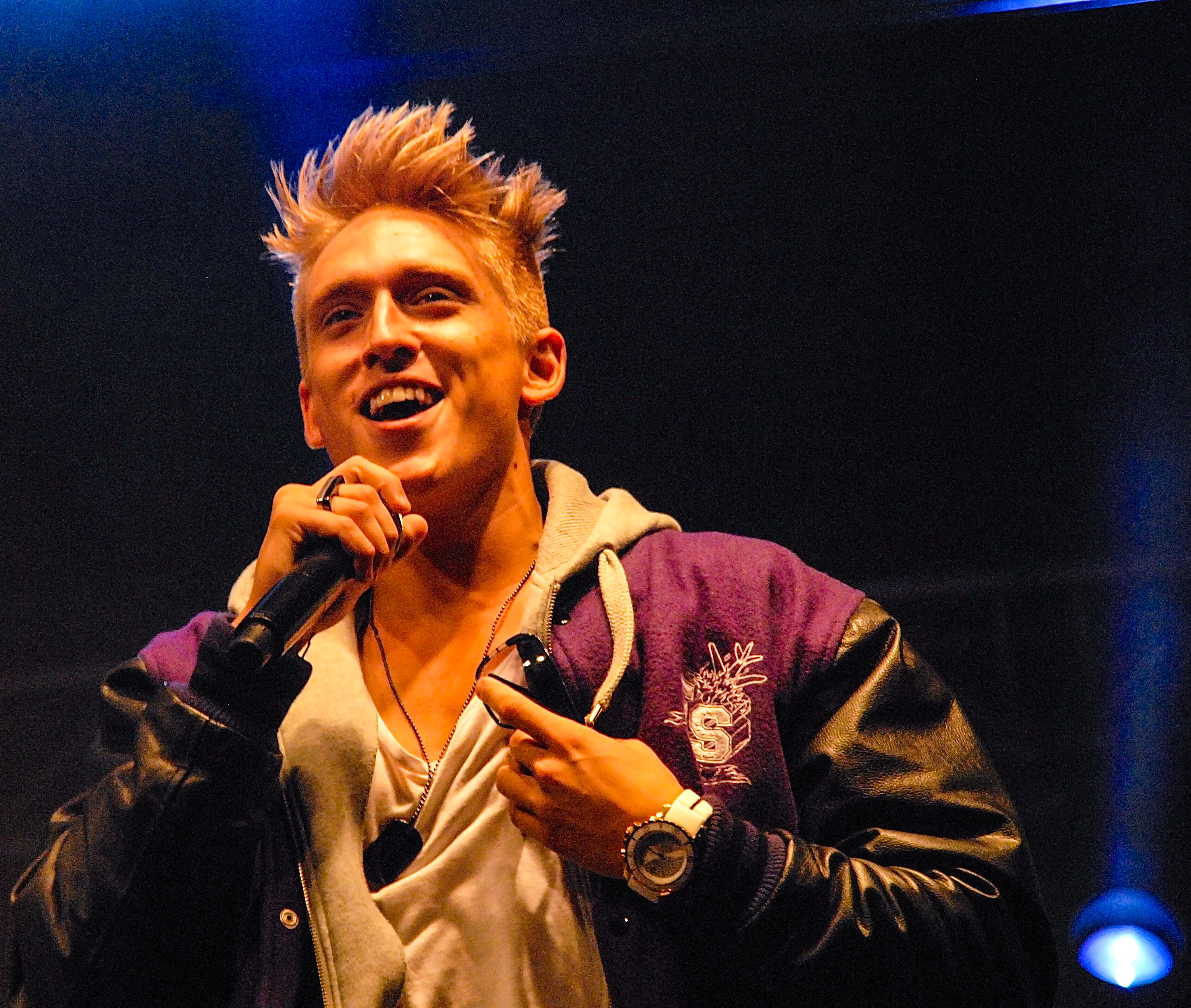
Danny Saucedo la Ung08-festivalen 2011

În finala concursului din 2011 Danny a obținut locul 2, câștigătorul acestei ediții a Melodifestivalen fiind Eric Saade, cu melodia Popular.
În vara anului 2011 Danny a participat la concursurile Allsång på Skansen, Lotta på Liseberg, Sommarkrysset și Ung08-festivalen.

### Melodifestivalen2012 och 2013
Saucedo a participat în 2012 cu piesa "Amazing", în semifinala Melodifestivalen de la Malmö, pe care a câștigat-o și a obținut calificarea în finală. Acolo Danny a obținut din nou locul al doilea, câștigătoarea ediției din 2012 fiind Loreen, cu melodia ce a câștigat ulterior și Eurovision Song Contest, Euphoria. După finală Danny a atras foarte multe critici datorită declaratiilor sale cum că melodia sa ar fi fost mai potrivită pentru concursul de la Baku decât Euphoria.
Danny Saucedo a prezentat Melodifestivalen 2013 împreună cu Gina Dirawi. Împreună, cei doi au fost cei mai tineri prezentatori ai finalei din toate timpurile.

### E.M.D.

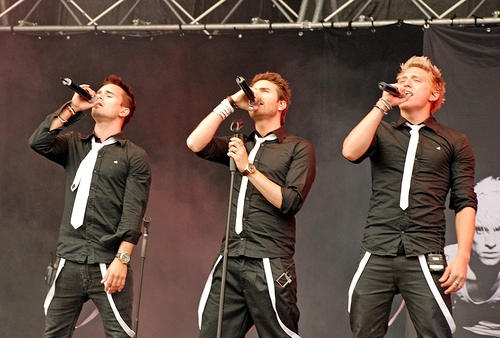
Erik Segerstedt, Mattias Andréasson şi Danny Saucedo compun trupa E.M.D.

Danny a înființat în 2007 trupa E.M.D. împreună cu alți 2 foști participanți la Idol,  Erik Segerstedt și Mattias Andreasson. Pe 19 decembrie 2007 au lansat primul lor single, "All for Love". Acesta a ajuns lider în topul single-urilor după 6 săptămâni de la lansare și a fost vândut în peste 60.000 de exemplare. Trupa a câștigat un Grammis la categoria Cântecul Anului 2008 cu piesa "Jennie, Let Me Love You".

## Discografie

### Ca artist solo

#### Albume
| An   | Album              | Peak Position (SWE) |
| ---- | ------------------ | ------------------- |
| 2007 | Heart Beats        | 1                   |
| 2008 | Set Your Body Free | 2                   |
| 2011 | In the Club        | 3                   |

#### Single-uri
| 2006 | "Öppna din dörr"                         | 24 | — | —  | Det bästa från Idol 2006 |  |  |  |  |
| 2007 | "Tokyo"                                  | 1  | 9 | —  | Heart Beats              |  |  |  |  |
| 2007 | "Play It for the Girls"                  | 1  | — | 34 | Heart Beats              |  |  |  |  |
| 2007 | "If Only You" (with Therese Grankvist)   | 3  | 9 | 73 | Heart Beats              |  |  |  |  |
| 2007 | "Hey (I've Been Feeling Kind of Lonely)" | —  | — | —  | Heart Beats              |  |  |  |  |
| 2008 | "Radio"                                  | 1  | — | —  | Set Your Body Free       |  |  |  |  |
| 2008 | "Need to Know"                           | 39 | — | —  | Set Your Body Free       |  |  |  |  |
| 2008 | "All on You"                             | 17 | — | —  | Set Your Body Free       |  |  |  |  |
| 2008 | "Emely" (with Sasha Strunin)             | —  | — | —  | Set Your Body Free       |  |  |  |  |
| 2008 | "Just Like That" (with Lazee)            | —  | — | —  | Set Your Body Free       |  |  |  |  |
| 2011 | "In Your Eyes"                           | —  | — | —  | In the Club              |  |  |  |  |
| 2011 | "In the Club"                            | 2  | — | —  | In the Club              |  |  |  |  |
| 2011 | "Tonight"                                | 28 | — | —  | In the Club              |  |  |  |  |
| 2012 | "Amazing"                                | 2  | — | —  | TBD                      |  |  |  |  |
| 2012 | "All In My Head"                         | 18 | — | —  | TBD                      |  |  |  |  |
| 2012 | "Delirious"                              | —  | — | —  | TBD                      |  |  |  |  |
|      |                                          |    |   |    |                          |  |  |  |  |

### Împreună cu E.M.D.

#### Albume
- 2008: A State of Mind
- 2009: A State of Mind (Deluxe Edition)
- 2009: Välkommen hem
- 2010: Rewind

#### Single-uri
- 2007: "All for Love"
- 2008: "Jennie Let Me Love You"
- 2008: "Alone"
- 2009: "Baby Goodbye"
- 2009: "Youngblood"
- 2009: "Välkommen hem"
- 2010: "Save Tonight"
- 2010: "What Is Love"

### Premii
- 2007 - Cea mai bună melodie, Tokyo (Nickelodeon Kids Awards 2007)
- 2010 - Bravoora 2010 - Wokalista roku